# Bring It On (singel)
„Bring It On” – utwór zawarty na płycie zatytułowanej Nocturama autorstwa grupy Nick Cave and the Bad Seeds. Jest to pierwszy singel wydany z tego krążka. Piosenka „Bring It On” jest wykonywana w duecie z Chrisem Baileyem, byłym wokalistą grupy The Saints. Krążek został wydany w dwóch wersjach: jako CD oraz 10” płyta winylowa. 
Płyta winylowa (ze względu na brak możliwości technicznych), nie zawiera ostatniej pozycji, którą jest teledysk zespołu.

## Spis utworów
1. Bring It On (Edit)
2. Shoot Me Down
3. Swing Low
4. Bring It On (Video)

Producenci:  Nick Cave and the Bad Seeds i Nick Launay